# هیسائو توآکه
هیسائو توآکه ((به ژاپنی: 十朱久雄)؛ ۹ سپتامبر ۱۹۰۸ – ۱۸ دسامبر ۱۹۸۵) بازیگر اهل ژاپن بود.
از فیلم‌هایی که وی در آن نقش داشته‌است، می‌توان به داستان توکیو، اشاره کرد.